# Margites minutulus
Margites minutulus är en skalbaggsart som beskrevs av Holzschuh 2008. Margites minutulus ingår i släktet Margites och familjen långhorningar. Inga underarter finns listade i Catalogue of Life.